# Aniba rosaeodora
El palo de rosa (Aniba rosaeodora) es una especie de planta con flor de la familia de las Lauraceae.

## Descripción
En el libro "Árboles, gentes y costumbres" de Enrique Acero se registra la siguiente información.
En el árbol de palo de rosa se puede analizar el caso de como se puede extinguir un recurso forestal sin darle la oportunidad de recuperarse.
Con el propósito de obtener su aceite esencial (esencia para perfumes, jabones y otros cosméticos), entre la década de 1950 y 1960, siglo XX, fue "peinada" la selva amazónica de Ecuador, Perú, Brasil y Colombia, en busca de "El Dorado" en forma de árbol.
Los árboles de palo de rosa se derribaban, se reducían a trozos pequeños, luego a viruta, posteriormente a serrín, se sometía este a destilación y se le extraía hasta la última gota en forma de aceite.
Las principales destilerías estaban ubicadas en Iquitos y Pucallpa (Perú); por el solo puerto de Iquitos en 1960 y envasado en tambores de 42 galones, se exportaron 247 200 libras de aceite de palo de rosa por un precio de 10 105 554 soles.
El tambor de 42 galones de este aceite alcanzó en 1960 un precio de 50 000 soles peruanos.

## Distribución y hábitat
Es endémica de Brasil, Guyana, Colombia, Ecuador, Guyana Francesa, Perú, Surinam y Venezuela. Está amenazada en Colombia (peligro crítico) por pérdida de hábitat (CR A2cd), debido a que solamente se conoce de tres localidades en las cuales se ha registrado un intenso proceso de extracción, y por lo tanto, de empobrecimiento de las poblaciones naturales.

## Usos
Se extrae el "aceite de palo de rosa", a partir de su madera. Ese aceite tiene una gran concentración de lináloe, muy usado en la industria de perfumes y de jabones. Afortunadamente, el lináloe sintético y otras fuentes naturales de extracción son ahora más usados que el aceite de palo de rosa. Perú, Colombia y Guayana fueron tradicionales exportadores de tal aceite, pero Brasil es el único exportador en 2007. La madera se explota comercialmente para muebles, tornería, barcos, pisos, luthiers, herramientas de la agricultura
Principios activos: contiene aceite esencial con 75-95 % de linalol y 3-6 % de alfa-terpineol.

## Taxonomía
Aniba rosaeodora fue descrita por Adolpho Ducke y publicado en Archivos do Jardim Botânico do Rio de Janeiro 5: 109. 1930.
Sinonimia
- Aniba duckei Kosterm.
- Aniba rosaeodora var. amazonica Ducke[4]